# Carter edző
A Carter edző (eredeti cím: Coach Carter) 2005-ben bemutatott amerikai életrajzi sportdráma Thomas Carter rendezésével és Samuel L. Jackson főszereplésével. 
A film a Richmond Középiskola kosárlabdaedzőjének, Ken Carternek (akit Jackson alakít) igaz történetén alapul, aki 1999-ben azzal került a címlapokra, hogy a rossz tanulmányi eredmények miatt felfüggesztette veretlen középiskolai kosárlabdacsapatát. A történet John Gatins és Mark Schwahn forgatókönyvéből született, akik együtt írták a Tuti gimi című televíziós sorozatot. A film egy kevés cselekményelemet egy másik televíziós sorozatból, A fehér árnyékból is felhasznál, amelyben a rendező, Carter is közreműködött. További szerepben Rob Brown, Channing Tatum, Debbi Morgan, Robert Ri'chard és Ashanti énekesnő látható.
A film az MTV Films és a Tollin/Robbins Productions filmstúdió koprodukciójában készült. A filmben szereplő sporteseményeket a ReelSports produkciós cég koordinálta. 2005. január 11-én a Capitol Records zenei kiadónál megjelent az eredeti filmzene. A filmzenét Trevor Rabin zenész komponálta és hangszerelte.
A Carter edző 2005. január 14-én jelent meg az Amerikai Egyesült Államokban, Magyarországon május 26-án mutatták be az UIP-Dunafilm forgalmazásában. Általánosságban vegyes véleményeket kapott a kritikusoktól, és  világszerte 76 millió dolláros bevételt ért el.

## Cselekmény
1999-ben Ken Carter elfogadja a kosárlabdaedzői állást régi középiskolájában, a kaliforniai Richmond szegénynegyedében. Mivel nagyon megdöbbentette játékosai rossz hozzáállása, valamint lehangoló játékteljesítményük, Carter nekilát, hogy mindkettőn változtasson. Szigorú rendszert vezet be, amelyet írásos szerződések jellemeznek, amelyek tiszteletteljes viselkedést, öltözködési szabályokat és jó jegyeket követelnek meg a játékosoktól.
A kezdeti akadályok hamarosan megszűnnek, és a csapat Carter irányítása alatt veretlen ellenféllé válik. Amikor azonban a túlságosan magabiztos csapat viselkedése kezd elfajulni, és túl sokan rosszul teljesítenek az órákon, Carter azonnal intézkedik. A csapat, az iskola és a közösség felháborodására Carter lemondja a csapat minden tevékenységét, és lezárja a pályát, amíg a csapat nem mutat elfogadható tanulmányi javulást. Az ezt követő vitában Carter harcol a módszerei megtartásáért: eltökélt szándéka, hogy megmutassa a fiúknak, jó értékekre van szükségük a jövőjükhöz, és végül rájön, hogy mélyebb hatást gyakorolt rájuk, mint azt valaha is gondolta volna.

## Szereplők

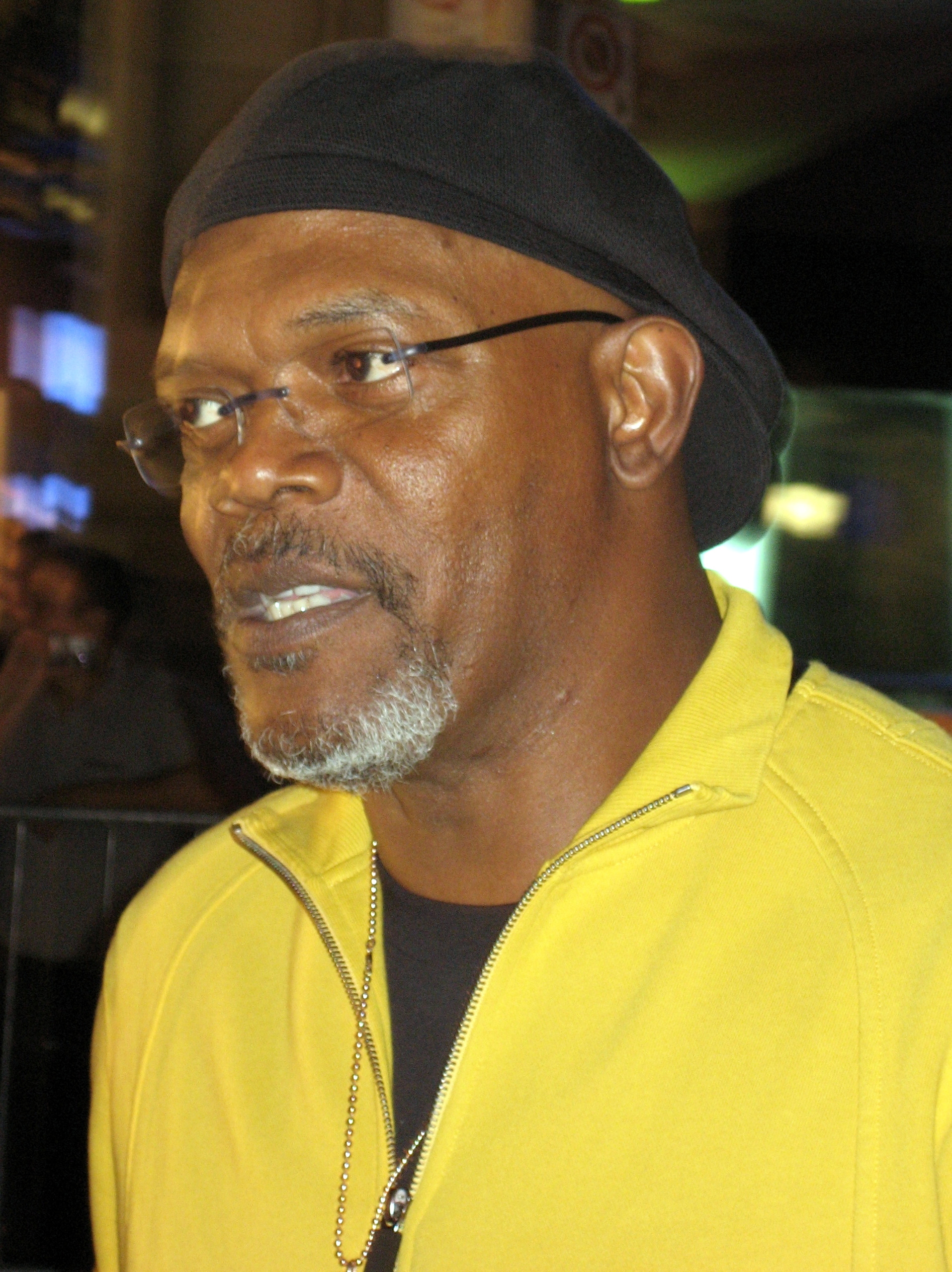
Samuel L. Jackson színész, aki a létező Ken Carter kosárlabdaedzőt alakította.

| Szerep                | Színész           | Szinkronhang       |
| --------------------- | ----------------- | ------------------ |
| Ken Carter edző       | Samuel L. Jackson | Kőszegi Ákos       |
| Kenyon Stone          | Rob Brown         | Papp Dániel        |
| Damien Carter         | Robert Ri'chard   | Molnár Levente     |
| Timo Cruz             | Rick Gonzalez     | Szokol Péter       |
| Junior Battle         | Nana Gbewonyo     | Rajkai Zoltán      |
| Worm                  | Antwon Tanner     | Csőre Gábor        |
| Jason Lyle            | Channing Tatum    | Dévai Balázs       |
| Kyra                  | Ashanti           | Haumann Petra      |
| Maddux                | Texas Battle      | Hamvas Dániel      |
| Garrison igazgató     | Denise Dowse      | Menszátor Magdolna |
| Tonya                 | Debbi Morgan      | Bessenyei Emma     |
| White edző            | Mel Winkler       | Várday Zoltán      |
| Renny                 | Vincent Laresca   | Schneider Zoltán   |
| Ty Crane              | Sidney Faison     | Szatmári Attila    |
| Mrs. Battle           | Octavia Spencer   |                    |
| Worm anyja            | Sonya Eddy        |                    |
| Kenyon anyja          | Gwen McGee        |                    |
| Maddux anyja          | Ausanta           |                    |
| Dominique             | Adrienne Bailon   |                    |
| Peyton                | Dana Davis        |                    |
| Önmaga                | Bob Costas        |                    |
| A St. Francis edzője  | Ray Baker         |                    |
| Susan                 | Lacey Beeman      |                    |
| Susan apja            | Marc McClure      |                    |
| Amber                 | Kara Houston      |                    |
| Bella                 | Carolina Garcia   |                    |
| Martinez elnökasszony | Jenny Gago        | Németh Kriszta     |
| Mr. Gesek             | Ben Weber         |                    |
| Taxisofőr             | Floyd Levine      |                    |

## Filmkészítés
A forgatás 2004 közepén kezdődött és 2004 végén fejeződött be.
A film forgatás helyszínei a kaliforniai Long Beach és Los Angeles voltak.

## Filmzene
A Carter edző című film eredeti filmzenéjét 2005. január 11-én adta ki a Capitol Records kiadó. A film zenéjét Trevor Rabin szerezte.
| Coach Carter: Music from the Motion Picture | Coach Carter: Music from the Motion Picture      | Coach Carter: Music from the Motion Picture | Coach Carter: Music from the Motion Picture | Coach Carter: Music from the Motion Picture | Coach Carter: Music from the Motion Picture | Coach Carter: Music from the Motion Picture | Coach Carter: Music from the Motion Picture | Coach Carter: Music from the Motion Picture | Coach Carter: Music from the Motion Picture |
| #                                           | Cím                                              | Hossz                                       |                                             |                                             |                                             |                                             |                                             |                                             |                                             |
| ------------------------------------------- | ------------------------------------------------ | ------------------------------------------- | ------------------------------------------- | ------------------------------------------- | ------------------------------------------- | ------------------------------------------- | ------------------------------------------- | ------------------------------------------- | ------------------------------------------- |
| 1.                                          | All Night Long                                   | 3:33                                        |                                             |                                             |                                             |                                             |                                             |                                             |                                             |
| 2.                                          | No Need for Conversation                         | 3:38                                        |                                             |                                             |                                             |                                             |                                             |                                             |                                             |
| 3.                                          | Professional                                     | 3:36                                        |                                             |                                             |                                             |                                             |                                             |                                             |                                             |
| 4.                                          | Southside                                        | 4:13                                        |                                             |                                             |                                             |                                             |                                             |                                             |                                             |
| 5.                                          | Roll Wit' You                                    | 3:23                                        |                                             |                                             |                                             |                                             |                                             |                                             |                                             |
| 6.                                          | Wouldn't You Like to Ride                        | 3:51                                        |                                             |                                             |                                             |                                             |                                             |                                             |                                             |
| 7.                                          | Hope                                             | 4:12                                        |                                             |                                             |                                             |                                             |                                             |                                             |                                             |
| 8.                                          | Your Love (Is The Greatest Drug I've Ever Known) | 3:34                                        |                                             |                                             |                                             |                                             |                                             |                                             |                                             |
| 9.                                          | This One                                         | 3:06                                        |                                             |                                             |                                             |                                             |                                             |                                             |                                             |
| 10.                                         | Beauty Queen                                     | 3:44                                        |                                             |                                             |                                             |                                             |                                             |                                             |                                             |
| 11.                                         | Balla                                            | 4:07                                        |                                             |                                             |                                             |                                             |                                             |                                             |                                             |
| 12.                                         | Time                                             | 4:52                                        |                                             |                                             |                                             |                                             |                                             |                                             |                                             |
| 13.                                         | What Love Can Do                                 | 4:04                                        |                                             |                                             |                                             |                                             |                                             |                                             |                                             |
| 14.                                         | About Da Game                                    | 3:39                                        |                                             |                                             |                                             |                                             |                                             |                                             |                                             |
| 15.                                         | Let the Drummer Kick                             |                                             |                                             |                                             |                                             |                                             |                                             |                                             |                                             |
| 53:23                                       |                                                  |                                             |                                             |                                             |                                             |                                             |                                             |                                             |                                             |

## Bevétel
A Carter edző 2005. január 14-én került az Amerikai Egyesült Államok mozijaiba. A hétvégén a film az 1. helyen nyitott, 2524 helyszínen 24,2 millió dolláros bevételt hozott, megelőzve a Vejedre ütök című filmet (19,3 millió dollár). A film bevétele a harmadik héten 24%-kal csökkent, és 8 millió dollárt keresett. Az adott hétvégén az 5. helyre csúszott vissza, valamivel magasabb, 2 574 mozis bevétellel. Az Bújócska című thrillerfilm nyitott az 1. helyen.
A Carter edző 16 hetes mozifutama alatt összesen 76,7 millió dolláros bevételt ért el. A 2005-ös évet tekintve a film összességében a 36. helyen áll a kasszasikerlistán.

## Fordítás
- Ez a szócikk részben vagy egészben  a   Coach Carter című angol Wikipédia-szócikk fordításán alapul.  Az eredeti cikk szerkesztőit annak laptörténete sorolja fel. Ez a jelzés csupán a megfogalmazás eredetét és a szerzői jogokat jelzi, nem szolgál a cikkben szereplő információk forrásmegjelöléseként.